# The Last of Us Part II
The Last of Us Part II är ett survival horror-spel i tredjepersonsskjutarformat utvecklat av Naughty Dog och utgivet av Sony Interactive Entertainment exklusivt för Playstation 4. Det är en direkt uppföljare till The Last of Us från 2013. Berättelsen utspelar sig fem år efter händelserna i det första spelet och följer två spelbara rollfigurer vars båda liv sammanflätas i ett postapokalyptiskt USA: Ellie, som söker hämnd efter ett brutalt mord, och Abby, en soldat som är involverad i en konflikt mellan sin milis och en religiös kult.
Spelet spelas ur ett tredjepersonsperspektiv, där spelaren använder sig av skjutvapen, improviserade vapen och smygande för att försvara sig mot fientliga människor och zombieliknande varelser. Utvecklingen av The Last of Us Part II började 2014, kort efter lanseringen av The Last of Us Remastered. Neil Druckmann återvände som creative director och skrev spelets manus tillsammans med Halley Gross. Teman som hämnd och rättvisa inspirerades av Druckmanns upplevelser från sin uppväxt i Israel. Ashley Johnson repriserade sin roll som Ellie, medan Laura Bailey introducerades som Abby. Gustavo Santaolalla återvände för att komponera och framföra spelets musik.
Efter flera förseningar, delvis på grund av Covid-19-pandemin, släpptes spelet internationellt den 19 juni 2020. Det hyllades för sitt röstskådespeleri, rollfigurer, ljuddesign, musik, visuella kvalitet och spelmekanik, men dess berättelse och tematik väckte delade meningar bland både kritiker och spelare. Spelet blev föremål för en recensionsbombning på Metacritic, med ett användarbetyg på 5,8 baserat på över 165 000 recensioner. Trots detta blev The Last of Us Part II en av de mest sålda Playstation 4-spelen genom tiderna, med över fyra miljoner sålda exemplar under lanseringshelgen och över tio miljoner exemplar 2022. Spelet innehar rekordet för flest utmärkelser som Årets spel och har mottagit en rad andra priser och erkännanden från olika spelpublikationer.
Den 17 november 2023 tillkännagavs en remastrad version av spelet exklusivt för Playstation 5. Denna version inkluderar förbättrad grafik i 4K-upplösning, integration med spelkontrollen Dualsense, snabbare laddningstider, nya banor, karaktärsdräkter och miljöer samt ett roguelike-spelläge vid namn "No Return". Denna version släpptes också till Microsoft Windows den 3 april 2025.

## Spelupplägg
The Last of Us Part II spelas ur ett tredjepersonsperspektiv, vilket innebär att spelare ser sin spelfigur snett bakifrån. Spelaren använder sig av flera typer av avstånds- och närstridsvapen för att besegra sina fiender och fortsätta genom spelets nivåer. Spelaren kan även skapa improviserade vapen och smygande för att bekämpa eller undvika fientliga människor och kannibaliska varelser som blivit smittade av muterade Cordyceps-svampar. Till skillnad från det tidigare spelet kan spelaren i detta spel färdas genom spelets nivåer mer öppet genom att kunna ta sig till högre utsiktspunkter genom att hoppa och klättra, eller att krypa och ta sig förbi trånga utrymmen för att kunna flankera sina fiender. Spelet introducerar även vakthundar som kan spåra upp spelarens position.
En funktion som återvänder The Last of Us är Listen Mode, vilket gör att spelaren kan lokalisera fiender genom att öka sin hörsel och rumsuppfattning på bekostnad av sin rörelseförmåga. Spelet har även ett tillverkningssystem där spelaren via recept kan skapa nya vapen och ammunition av olika förnödenheter som finns utspridda i spelets nivåer. Spelaren kan också samla in kugghjul för att uppgradera sina skjutvapen på utplacerade arbetsbänkar. Handböcker och piller kan upptäckas och användas för att uppgradera spelarens fysiska förmågor och öka effektiviteten för egentillverkade föremål.

## Synopsis

### Bakgrund och figurer
Part II utspelar sig i västra USA i en postapokalyptisk framtid där stora delar av civilisationen har förintats efter ett utbrott av en muterad Cordyceps-svampbildning. Spelet utspelar sig främst i staden Seattle i Washington, liksom i städerna Jackson i Wyoming, Salt Lake City i Utah samt i Santa Barbara i Kalifornien. Flera återkommande figurer från The Last of Us medverkar i Part II, såsom Ellie (spelad av Ashley Johnson), Joel Miller (Troy Baker), hans bror Tommy (Jeffrey Pierce) och dennes fru Maria (Ashley Scott). Spelet inleds i staden Jackson som styrs av Tommy. Där bor Ellies vänner Dina (Shannon Woodward) och Jesse (Stephen Chang). Senare stöter de på Washington Liberation Front (WLF), en paramilitär milis som tidigare störtat Seattles karantänzons myndigheter. Dess medlemmar inkluderar Abby (Laura Bailey), Owen (Patrick Fugit), Mel (Ashly Burch), Nora (Chelsea Tavares) och Manny (Alejandro Edda), och deras ledare är Issac Nixon (Jeffrey Wright). Abby och hennes kamrater är före detta medlemmar av rebellgruppen Eldflugorna (på engelska: Fireflies) Under största delen av spelet kontrollerar spelaren Ellie medan i övriga delar kommer spelaren kontrollera Abby. I Seattle stöter Ellie och Abby på Seraphiterna (på engelska: Seraphites), en grupp av religiösa fanatiker, liksom banditgruppen Skallerormarna (på engelska: Rattlers) i Santa Barbara. Abby blir senare vän med två före detta seraphiter: Yara (Victoria Grace) och hennes bror Lev (Ian Alexander).

### Handling
Spelet inleds med att Joel erkänner för sin bror Tommy att han bär ansvaret för att ha stoppat Eldflugorna från att försöka utveckla ett botemedel mot Cordyceps-svampbildningen genom att rädda Ellie från en livshotande operation. Fyra år senare har Joel och Ellie byggt upp ett liv i Jackson, Wyoming, men deras relation är ansträngd till följd av Joels beslut. Under en patrull utanför Jackson räddar Joel och Tommy en ung kvinna vid namn Abby från en hord av smittade. De följer henne till en tillfällig utpost som används av hennes grupp, som är tidigare Eldflugor men som numera är medlemmar i Washington Liberation Front (WLF), en milis baserad i Seattle. Abby avslöjar att hon vill hämnas sin far, kirurgen Jerry, som Joel dödade när han räddade Ellies liv. Abbys grupp attackerar bröderna och Abby torterar och dödar Joel inför Ellie, som anländer tillsammans med sin flickvän Dina. Abby skonar dock både Ellie och Tommy, som senare svär att hämnas Joels död.
Tommy reser i förväg till Seattle för att hitta Abby. Ellie och Dina följer efter och slår läger i en teater i staden. Under resan berättar Ellie om sin immunitet mot cordyceps, vilket chockerar Dina. Dina i sin tur avslöjar att hon är gravid med sin tidigare pojkvän Jesse. Nästa dag ger sig Ellie ut ensam i jakt på Tommy och träffar oväntat på Jesse, som följt efter dem. Tillsammans söker de efter Abby och hennes grupp. När Ellie letar efter Nora, en av Abbys vänner, konfronterar hon Seraphiterna, en religiös sekt som är i konflikt med WLF. Ellie spårar upp Nora och tvingar henne under tortyr att avslöja var Abby befinner sig, något som traumatiserar Ellie. Dagen därpå dödar hon ytterligare två medlemmar i Abbys grupp, Owen och den gravida Mel. När hon inser att Mel väntade barn blir Ellie förkrossad. I en tillbakablick avslöjas att Ellie två år tidigare besökte sjukhuset i Salt Lake City där Joel räddade henne. När hon får veta om sanningen bröt hon därefter kontakten med Joel. I nutidens Seattle attackerar Abby teatern där Ellie, Dina, Jesse och Tommy befinner sig. Hon dödar Jesse och tar Tommy som gisslan.
Samtidigt får man följa Abbys berättelse. Tre dagar tidigare får hon veta att Owen, hennes tidigare pojkvän, har försvunnit efter att han varit i strid med Seraphiterna. Abby beger sig ut för att hitta honom, men hon blir tillfångatagen av Seraphiterna. Hon räddas av två syskon och apostater, Yara och Lev. Lev har brutit med sektens traditioner, vilket gjort dem till måltavlor av dess medlemmar. Yara får sin arm bruten av Seraphiterna, men Abby lämnar dem tillfälligt för att hitta Owen. Han berättar att han vill lämna WLF och segla till Santa Barbara, där det ryktas att Eldflugorna har omgrupperat sig. Abby får mardrömmar om sin fars, Yaras och Levs död, vilket övertygar henne till att rädda syskonens liv. Hon tar med sig Lev genom Seattle för att hämta medicinsk utrustning så att Yaras arm kan amputeras med Mels hjälp. Efter operationen flyr Lev för att försöka övertala sin djupt troende mor att lämna sekten. Abby och Yara hittar honom i Seraphiternas bosättning på en ö utanför Seattle, där Lev i självförsvar tvingats döda sin mor. De flyr när WLF inleder ett angrepp mot ön, och Yara offrar sitt liv för att rädda de andra. När Abby och Lev återvänder till Seattle finner de Owen, Mel och deras ofödda barn döda. De hittar även en karta som leder till Ellies gömställe. I raseri beger sig Abby dit, skjuter Tommy, dödar Jesse och misshandlar Ellie och Dina svårt. På Levs begäran skonar Abby dem och beordrar dem att lämna Seattle.
Flera månader senare bor Ellie och Dina tillsammans på en avlägsen gård, där de uppfostrar Dinas och Jesses son JJ. Trots det fridfulla livet lider Ellie av posttraumatiskt stressyndrom. När Tommy återvänder med information om att Abby befinner sig i Santa Barbara, bestämmer sig Ellie för att åka dit, trots Dinas vädjan att stanna. Samtidigt har Abby och Lev anlänt till Santa Barbara i hopp om att hitta Eldflugorna. De hittar en gammal anläggning och lyckas få kontakt via radio med en grupp på Catalina Island. Strax därefter tillfångatas de av gruppen Skallerormarna, som förslavar dem och lämnar dem att dö på en strand. Ellie anländer senare till Santa Barbara och räddar Abby och Lev. Hon tvingar Abby att slåss mot henne. Under striden biter Abby av två av Ellies fingrar. Ellie får till slut övertaget och håller på att dränka Abby, men hejdas av en plötslig minnesbild av Joel. Hon skonar Abby och låter henne fly med Lev. Ellie återvänder sedan till gården och finner den övergiven. Hon försöker använda Joels gitarr, men saknar nu två fingrar och kan inte längre spela. Hon minns sin sista konversation med Joel, där hon sa att hon ville försöka förlåta honom. Efter denna påminnelse lämnar Ellie gården och vandrar mot en osäker framtid.

## Utveckling
Spelet tillkännagavs vid Playstation Experience i december 2016 som en uppföljare till The Last of Us från 2013. Spelets första trailer avslöjade att första spelets huvudfigurer Ellie och Joel skulle återvända, och att uppföljaren skulle utspela sig ungefär fem år efter det första spelet, med Ellie som spelarfigur. Efter en trailer släppt i oktober 2017 antydde dock Neil Druckmann att spelet även skulle låta spelaren följa andra karaktärer.
Utvecklingen av The Last of Us Part II började 2014. Röstskådespelarna Troy Baker och Ashley Johnson repriserade sina roller som Joel respektive Ellie. Spelets berättelse är skriven av Neil Druckmann och Halley Gross. Gustavo Santaolalla, som komponerade musiken i The Last of Us, återvände som kompositör. Bruce Straley, som agerade som spelregissör på The Last of Us, medverkade inte under produktionen av uppföljaren.

## Utmärkelser
- PlayStation.Blog - mest efterlängtade spel,  2016[14]
- Golden Joystick Award för mest efterfrågade spel,  2017[15]
- Game Award för mest efterlängtade spel,  7 december 2017[16]
- Gamers' Choice Award för mest efterlängtade spel,  2018[17]
- Game Critics Awards särskilda beröm för ljud,  2018[18]
- Game Critics Awards särskilda beröm för grafik,  2018[19]
- Golden Joystick Award för årets spel,  2020[20]
- Golden Joystick Award för årets PlayStationspel,  2020[20]
- Golden Joystick Award för bästa berättelse,  2020[20]
- Golden Joystick Award för bästa ljud,  2020[20]
- Golden Joystick Award för bästa visuella utformning,  2020[20]
- Game Award för bästa action/äventyrsspel,  10 december 2020[21]
- Game Award för bästa framförande,  10 december 2020[22]
- Game Award för tillgänglighetsinnovation,  10 december 2020[21]
- Game Award för bästa ljuddesign,  10 december 2020[21]
- Game Award för bästa narrativ,  10 december 2020[21]
- Game Award för årets spel,  10 december 2020[23]
- Game Award för bästa regi,  10 december 2020[21]
- SXSW Gaming Award för utmärkt berättande,  2021

[Redigera Wikidata]